# Грандильо, Шон
Шон Грандильо (англ. Sean Grandillo; род. 9 декабря 1992) — американский актёр, певец и музыкант. Известность принесла актёру роль Элая Хадсона в телесериале «Крик».

## Биография
Грандильо родился в Кливленде (штат Огайо), вырос в городе Аврора (также штат Огайо). Получил образование в начальной школе Лейтона, а также окончил среднюю школу Авроры. Шон посещал Колледж музыкального театра Итака, прежде чем присоединился к мюзиклу «Весеннее пробуждение» в Лос-Анджелесе. Грандильо находится в отношениях с актрисой Кимико Гленн.

## Карьера
В 2014 году во время перерыва обучения в колледже, Грандильо проходил прослушивание в Deaf West Theatre’s на мюзикл «Весеннее пробуждение». Через две недели Шон переехал в Лос-Анджелес, чтобы сняться в мюзикле. Он остался в компании, играя на контрабасе в группе и озвучивая Отто, в то время как глухой актёр Майлз Барби изображал роль Отто Ламмермейер, используя язык жестов.
В 2015 году он снялся в роли Купера (парня персонажа Индианы Эванс) в двух эпизодах первого сезона сериала ABC «Секреты и ложь». 15 октября 2015 года Грандильо выпустил свой первый сингл New.
В январе 2016 года Грандильо сыграл в сериале NBC «Закон и порядок: Специальный корпус», где исполнил роль Криса Робертса. Затем он снялся в роли Калеба в фильме «Королевская кобра» режиссёра Джастина Келли.
В марте 2016 года он сыграл роль Элая Хадсона во втором сезоне телесериала ужасов на канале MTV «Крик».
в 2016 году снялся во 2 сезоне комедийного сериала «Настоящие О’Нилы», где сыграл гей-друга главного героя сериала.
Ведет активную гастрольную деятельность как певец и композитор.
В 2018 году вышел сериал «Взлёт» о школьном театральном кружке, где Шон играет парня-гея. Интересно то, что в сериале показывают процесс постановки мюзикла «Весеннее пробуждение», на который в своё время актёр проходил прослушивание в 2014 году .

## Фильмография

### Фильмы
| Год  | Название          | Роль                | Примечания |
| ---- | ----------------- | ------------------- | ---------- |
| 2016 | Madtown           | молодой Аарон Льюис |            |
| 2016 | Королевская кобра | Калеб               |            |

### Телевидение
| Год  | Название                            | Роль               | Примечания                  |
| ---- | ----------------------------------- | ------------------ | --------------------------- |
| 2015 | Секреты и ложь                      | Купер              | 2 эпизода                   |
| 2016 | Закон и порядок: Специальный корпус | Крис Робертс       | Эпизод «A Misunderstanding» |
| 2016 | Крик                                | Элай Хадсон        | Периодическая роль          |
| 2016 | Scream After Dark!                  | в роли самого себя | 2 эпизода                   |
| 2016 | The OA                              | Майлс Бреков       |                             |
| 2016 | Настоящие О’Нилы                    | Бретт Янг          |                             |
| 2018 | Взлёт                               | Джереми Трэверс    |                             |

### Сцена
| Год     | Название             | Роль       | Место                                           |
| ------- | -------------------- | ---------- | ----------------------------------------------- |
| 2014    | Весеннее пробуждение | Голос Отто | Deaf West Theatre                               |
| 2015    | Весеннее пробуждение | Голос Отто | Wallis Annenberg Center for the Performing Arts |
| 2015—16 | Весеннее пробуждение | Голос Отто | Брукс Аткинсон (театр)                          |